# ローヌ川

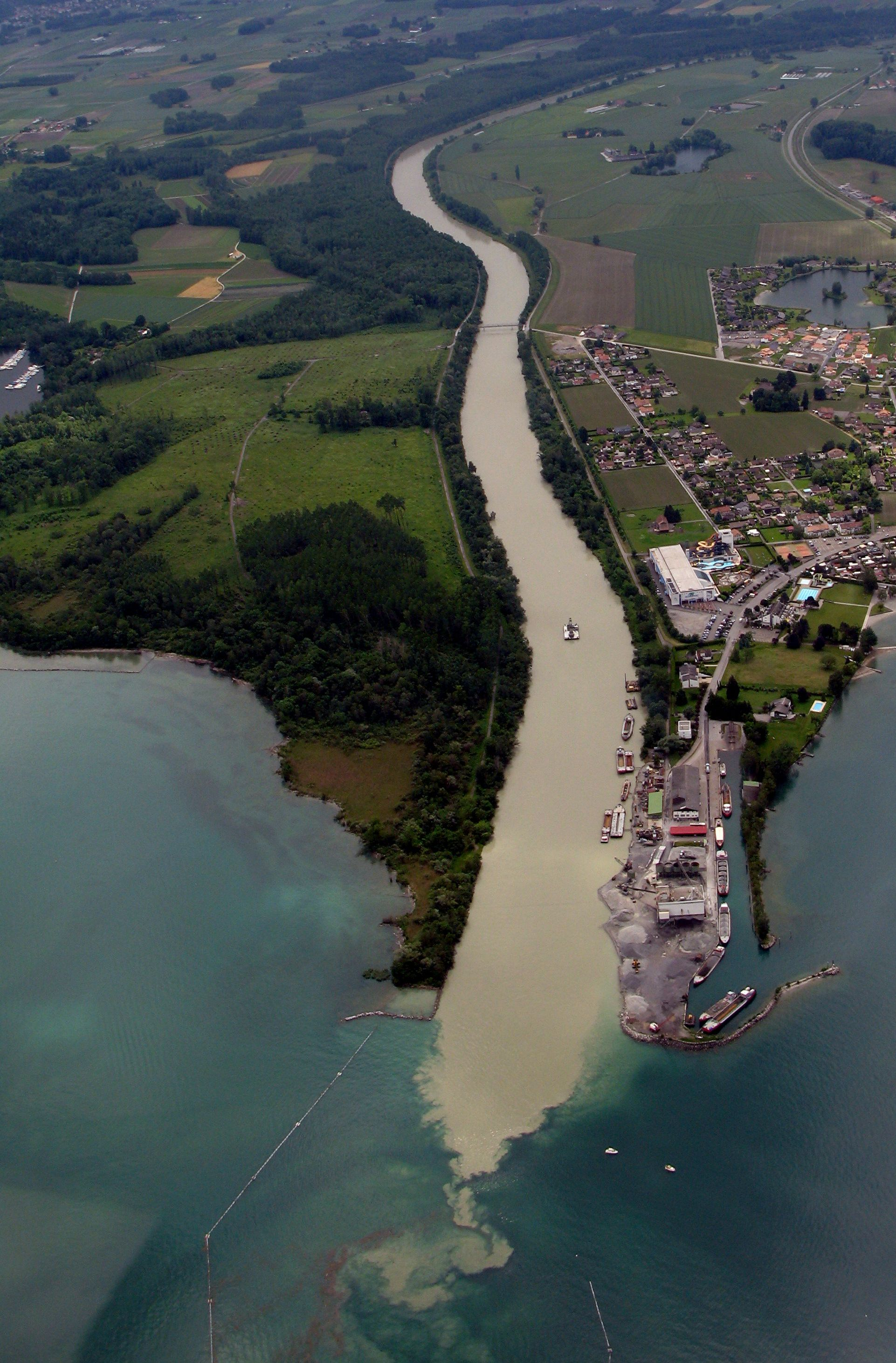
レマン湖に流れ込むローヌ川 2007年6月2日撮影

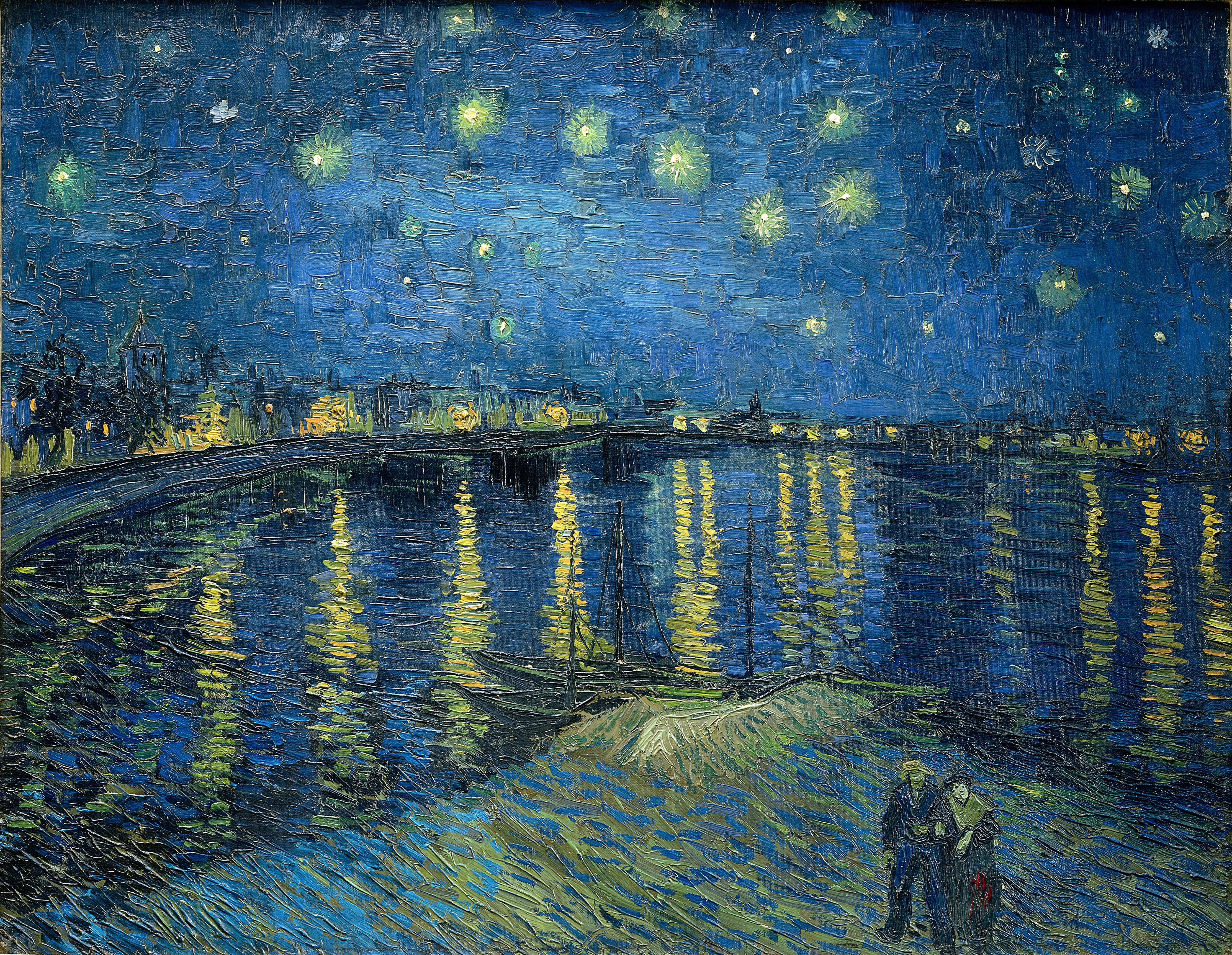
ローヌ川の星月夜　ゴッホ

ローヌ川（ローヌがわ、フランス語: Rhône、ドイツ語: Rhone、イタリア語: Rodano、アルピタン語: Rono、オック語: Rose）は、スイス及びフランスを流れ地中海に注ぐヨーロッパの川。

## 概要
スイスのサン＝ゴタール山塊ローヌ氷河に源を発し、レマン湖を経由して、フランス国内に入る。フランス国内では山脈に沿って大きく迂回しながら流れ、リヨンでソーヌ川を合わせる。南へ流れを転じ、いくつかの支流を合わせ、アルル付近で二手に分かれて三角州地帯のカマルグを形成し地中海に注ぐ。二手に分かれたあとの東側の流れをグラン・ローヌ、西側をプティ・ローヌと呼ぶ。
フランスでは、セーヌ川、ロワール川、ガロンヌ川とともに4大河川のひとつに数えられ、そのうち地中海に注ぐ唯一の川であり、唯一の男性名詞でもある。全長812kmのうち、フランス国内を流れるのは581kmである。フランスを流れる川としては長さ・流域面積とも屈指のものとなっている。
ローヌ（Rhone）の語源はラテン語のロダヌス川（flumen Rhodanus）であり、さらには古典ギリシア語のロダノス（ροδανός ;Rhodanos）に遡れるが、これはケルト語の河川名RotoあるいはRodoの音写と考えられている。
プロヴァンス地方の風物詩である北風「ミストラル」は、大西洋からフランス国土に流れ込みアルプス山脈にぶつかって方向を変え、この流域を地中海へ強烈に吹き降ろす。このとき、気温を10度近く下げ、歩くことも困難になるため、人々はひっそりとこの北風の怒りが収まるのを待つ。3の倍数日吹き続けるというこの季節風の対策として、プロヴァンスの古い家屋では北側に窓を設けないなどの工夫がされていた。
鉄道や飛行機が登場する前は、ローヌ川は物資の大動脈としてフランスの南北を結んでいた。例えば、ワインがギリシア人によって最初にマルセイユに持ち込まれると、カエサル率いるローマ軍の進軍とカトリック修道院の繁栄ともに北に西に運ばれ、ブルゴーニュやボルドーといった名産地に伝播した。そのためこの流域には、プロヴァンス、コート・デュ・ローヌ、ブルゴーニュとワインの産地が連なっている。

## 流量
ローヌ川の流量は春と秋に最大となり、夏に最小となる。冬はしばしば安定した流量を示すが、目立ったものではない。ボーケールにおける平均流量は毎秒1,900立方メートルであるが、増水したときには毎秒5,000立方メートルにもなる。正式な記録がつけられるようになってからの最高記録は2003年12月に示した毎秒14,000立方メートルである。

## 生態系
中流部のレマン湖の流出部とブルジェ湖付近にはヨシ原や森林などの生態系があり、ホシハジロやイシガイ属の二枚貝などが生息している。河口部のカマルグにはラグーン、淡水の湿地と池、塩性湿地、塩湖、塩性草原、乾性草原、砂浜、砂丘、拠水林など多様な生態系があり、アッケシソウ属などの塩生植物、水草、樹林を形成するセイヨウシロヤナギとギンドロ、スゲ属などの植物が生え、サギ科、カモ科などの多くの種類の鳥類が生息している。レマン湖、ジュネーヴ付近の本流およびアロンドン川渓谷とエール川渓谷、三角州のカマルグとカマルグ西側の小カマルグはそれぞれラムサール条約登録地となった。また、1977年にカマルグはUNESCOの生物圏保護区に指定された。

## 歴史
ローヌ川は、地中海と北部のヨーロッパを結んでいる唯一の流れである。ロードス島・フェニキア時代以来、人口と商品の循環において中心を成している。流域では、先史時代からの痕跡を見つけることができる。
563年、レマン湖から5km上流のタウレドゥヌムと呼ばれた地点で、ローヌ川に面した山腹が大規模に崩壊。土砂が湖へ流出すると津波が発生し、周辺の村々を飲み込む大災害となった（タウレドゥヌムの地すべりと津波）。

## 支流
下流より記載。*は右岸支流。括弧内は合流点。
- ガルドン川*（ボーケール）
- デュランス川（アヴィニョン南付近）
- ウヴェーズ川（アヴィニョン北付近）
- アルデーシュ川*（ポン＝サン＝テスプリ付近）
- ドローム川（la Drôme）（ロリオル＝シュル＝ドローム付近）
- イゼール川（ヴァランス付近）
- ソーヌ川*（リヨン）
  - ドゥー川
- アン川*
- アルヴ川（ジュネーヴ）